# Iglesia de San Ramón Nonato (Sabanilla)
Desde su origen, hace más de un siglo, la Parroquia San Ramón Nonato en Sabanilla de Montes de Oca adscrita a la Arquidiócesis de San José en Costa Rica, se caracteriza como una Iglesia católica dinámica en su acción pastoral y parroquial.

## Antecedentes
En el siglo XIX a pocos lustros de la independencia de Costa Rica, durante esa época en la comunidad de Sabanilla, la señora Josefa Ureña de Prado fiel devota de San Ramón Nonato, convocaba a los vecinos para rezar el Santo Rosario y la Novena en torno a la imagen de San Ramón e inició la tradición de las velas; con el transcurso del tiempo, esta festividad se extendió, aumentando la religiosidad popular.
En 1850 se creó la Diócesis de San José, cuyo primer obispo Monseñor Anselmo Llorente y La Fuente, erigió en 1861 la Iglesia de San Pedro del Mojón, ubicada en el Cantón de Montes de Oca y nombró un Cura Párroco.  Por consiguiente,  denominó Cofradía de San Ramón a los feligreses de Sabanilla, quienes se integraron al Mojón para recibir el Sacramento de la Eucaristía, el Bautismo, el Matrimonio y otras celebraciones litúrgicas.

## Templo Centenario
En 1882 Monseñor Bernardo Augusto Thiel segundo obispo del país, realizó una visita pastoral a la Iglesia del Mojón para obtener informes del proceso eclesial; como resultado, consideró fundamental extender la evangelización hacia otros lugares como al pueblo cafetalero de Sabanilla.
Este acontecimiento suscitó entre la Cofradía de San Ramón, la iniciativa de emprender la construcción de una ermita, proyecto apoyado por el Cura Párroco del Mojón, quien recomendó solicitar el permiso al Palacio Episcopal, entidad que el 5 de octubre de 1892 autorizó la construcción a la Junta de Edificación integrada por Benjamín Prado, Blas Quesada, Rafael Carvajal y José María Morales.
En ese entonces había una pequeña llanura en el centro del pueblo apta para levantar la ermita, se gestionó y el 25 de abril de 1893 el abogado Vidal Quirós efectuó la inscripción del terreno en el Registro Público con la presencia de varios miembros de la Junta Edificadora. Asimismo el Gobernador de San José acreditado por la municipalidad, en 1894 ratificó la donación de una parte del terreno a la Iglesia Católica de Costa Rica.
El 2 de marzo de 1895 Monseñor Thiel realizó una visita pastoral y en el informe transcribe “a las 2 pm fui a visitar la nueva ermita a San Ramón Nonato en las Sabanillas que ya está lista para ser entechada”1.
- Siglo XX

Durante las primeras décadas del siglo XX las Juntas Edificadoras se encargaban de brindar servicios tanto a la iglesia como a la comunidad, por ende, con el apoyo de piadosos vecinos se organizaban turnos para las Fiestas Patronales en honor a San Ramón Nonato, amenizando el 31 de agosto con una alegre cimarrona la diana de las 5 de la mañana, para anunciar el día del Santo Patrón.
Con el transcurso del tiempo, los feligreses continuaron colaborando con los Sacerdotes para la infraestructura del templo, como la ampliación del presbiterio y la construcción de la baranda en torno a la iglesia, igualmente, una devota donó en 1957 el altar de mármol como lo describe el grabado que perdura en la actualidad.
A principios de los 60's el Papa Juan XXIII convocó el Concilio Vaticano II que conllevó reformas apostólicas y litúrgicas. Durante ese periodo, el cura párroco de San Pedro autorizó en 1967 a Fray Ignacio de Manresa de la Orden Franciscana atender Sabanilla, quien celebraba la Misa diaria y dominical con música grabada en correspondencia con los cambios promovidos por el Vaticano II, además inició el sacramento del bautismo. También hubo otra Orden religiosa católica como la de los Dominicos o Escolapios. Asimismo, como fruto del Concilio surgió el movimiento Renovación Carismática.
Una de las dificultades que presentaba la iglesia de Sabanilla, era que no había una Casa Cural para un Sacerdote residente, en consecuencia en 1974 la Junta Edificadora se responsabilizó de recaudar los fondos, culminando la obra en 1979. Así el 25 de julio de ese año, Monseñor Román Arrieta Villalobos nombró al sacerdote Eloy Riaño encargado de la iglesia de Sabanilla; durante su estadía en 1981 se creó la Legión de María y La Milicia Heroica integrada por jóvenes precursores de la Pastoral Juvenil.
El 16 de enero de 1984 el obispo asignó al Padre Manuel Eugenio Salazar como primer Párroco encargado de la Comunidad Cristiana de Sabanilla, quien desarrolló cambios sustanciales en la estructura pastoral; se celebró el Año Santo, se crearon varias pastorales como la Pastoral Familiar, la Pastoral Juvenil, el Comité de Promoción Cristiana e inició el Camino Neocatecumenal.  Además, se establecieron la Escuela de Formación de Laicos, el Consejo Pastoral y el Consejo Parroquial de Asuntos Económicos.

## Consagración de la Parroquia San Ramón Nonato
El 24 de mayo de 1985 día de la Virgen María Auxiliadora, Monseñor Román Arrieta Villalobos en una solemne Eucaristía, consagró el templo como Parroquia y nombró al Padre Manuel Eugenio Salazar como primer Cura Párroco de la Parroquia San Ramón Nonato de Sabanilla.
El Padre Salazar propuso la construcción del Salón Parroquial para capacitar a los grupos,  por lo cual se organizó la marcha del block y con el apoyo de la comunidad se inauguró el 1 de noviembre de 1987. Para el Año Mariano se consagraron los barrios con una advocación a la Virgen María edificando grutas. Igualmente, el 24 de junio de 1988 el obispo facultó como Coopatrona de la Parroquia a la Virgen de la Asunción. Durante el pontificado del Papa Francisco el 29 de marzo de 2016 el  Padre Salazar fue designado Obispo de la Diócesis de Tilarán Liberia, en la Provincia de Guanacaste.
El 28 de julio de 1988 fue nombrado el Padre Alfredo Madrigal Salas como segundo Cura Párroco de Sabanilla, quien reforzó la Pastoral Litúrgica compuesta por los Ministros Extraordinarios de la Comunión, los Lectores y Monitores, los Monaguillos, los Animadores de Canto y los Edecanes. La Pastoral Social formada por el Comité de Promoción Cristiana, la Pastoral de la Salud, la Tercera Edad y el Comité de Vivienda, de esta manera se instauró el Diezmo para solidarizarse con las obras sociales. Se organizó la Pastoral Profética constituida por la Catequesis de Niños, Catequistas y la Pastoral Juvenil. Del mismo modo, se fortalecieron los grupos y movimientos apostólicos. Paralelo a la nueva evangelización promovida por el Papa Juan Pablo II se organizaron Asambleas Familiares en las urbanizaciones.
También para la enseñanza pastoral y la formación de los laicos, se fortaleció la Escuela de Formación, se fundaron la Biblioteca Parroquial, la Librería Dominical y el Boletín el Misionero. Se organizó la Asamblea Parroquial anual representada con miembros de todos los grupos y las fuerzas vivas, con el fin de evaluar la realidad y labor parroquial.
El Padre Alfredo con el apoyo del Consejo Parroquial de Asuntos Económicos, incentivaron a los feligreses, para ampliar el templo con el objetivo de construir la capilla del Sagrario para orar ante el Santísimo Sacramento. También se cambiaron las bancas, se remodeló el salón parroquial y se construyó el Quiosco para recaudar fondos parroquiales.
Para celebrar la Novena y el día del Santo Patrono, con el apoyo del Padre Alfredo, los compositores  Gastón Guevara y Ana L. Araya, originaron la letra y partitura de la música del Himno a San Ramón Nonato:
"La madre había muerto, aun así el niño nació,
Nonato le han llamado, por esta condición. 
Seguiremos tu ejemplo, amado San Ramón
de fraterna caridad y entrega y oración,
adorando al Maestro en la Eucaristía, 
predicando el Evangelio de todo corazón. 
Al África fuiste a rescatar a los cristianos
al acabarse el dinero, por ellos te entregaste.
Seguiremos tu ejemplo, amado San Ramón...corazón.
Seguiste la palabra de Jesucristo, eres testigo
no hay amor más grande, que el que se da por su amigo.
Seguiremos tu ejemplo, amado San Ramón...corazón.
Predicando sin descanso, el Evangelio proclamabas
y con ello convertías, a quienes te escuchaban.
Seguiremos tu ejemplo, amado San Ramón...corazón.
No importa que tus labios con candado hayan cerrado
predicaste con tu ejemplo, la luz de Cristo sigues mostrando
Seguiremos tu ejemplo, amado San Ramón...corazón".
Igualmente otros Curas Párrocos como Luis Alonso Rosabal, Eddy Fallas, Alexis Rodríguez, Armando Matamoros, Rodrigo Díaz,  Allen Calvo y Luis Fernando Blanco, han consolidado la Parroquia. A este tenor, han contribuido los Vicarios Parroquiales Manuel Antonio Guevara, Francisco Flores, Jaime Cerdas, Francisco Esquivel,  William Corrales y Randall Carrera. Asimismo, el Padre Arturo Morales fungió como Administrador Parroquial.
Del fruto vocacional de la parroquia, se han ordenado los Padres Ronald León, José Manuel Díaz conocido como Sejo y Víctor Manuel Jiménez llamado cariñosamente Padre Toto.
En el epílogo del siglo XX durante el Año Jubilar del Espíritu Santo el obispo Monseñor Arrieta el 30 de agosto de 1998 consagró el Templo Parroquial de San Ramón Nonato de Sabanilla.
- Siglo XXI

En el siglo XXI en concordancia con los principios de la Misión Continental de brindar nuevos aires a la evangelización originada en el Consejo Episcopal Latinoamericano conocido como CELAM, el obispo Hugo Barrantes Ureña de la Arquidiócesis de San José; en 2011 nombró  Párroco al Padre Allen Calvo, quien mediante sus homilías, motivó un laicado comprometido.
Asimismo, en correspondencia con el Año Eucarístico Nacional de 2012 promulgado el día de Corpus Christi por los obispos de la Conferencia Episcopal de Costa Rica el 31 de agosto se instituyeron nuevos Ministros Extraordinarios de la Comunión día del Santo Patrono San Ramón Nonato. Igualmente, se consolidó la Pastoral Litúrgica con los Ministros de la Comunión, los Ministros de la Palabra o Lectores, los Monitores, los Monaguillos y los animadores de Canto. Además, se fortaleció la Pastoral Profética conformada por Catequistas formadores de Catequesis Bautismal, Catequesis de Niños, Catequesis de Confirma y Catequesis Prematrimonial. También se consolidó la Pastoral Juvenil Jesús Extremo. Igualmente se fortalecieron la Pastoral Familiar con Encuentros Matrimoniales, Equipos de Nuestra Señora y las Comunidades del Discipulado Misionero compuestas por el Arca de Noé, Corazón de Jesús, Nuestra Señora de los Ángeles, Nuestra Señora de Fátima, San Ramón Nonato, Nuestra Señora del Carmen, Calle Mora, Juvenil, Kerigma de Confirmación y brotó como una semilla, el grupo juvenil Alpha. Del mismo modo se consolidaron la Pastoral Social con las Obras Sociales Madre Teresa de Calcuta y los Grupos y Movimientos Renovación Espiritual Católica, Legión de María, Jornadas de Vida Cristiana y Mujer a ti te llamo. 
En forma simultánea, el Padre innovó la Eucaristía y las celebraciones litúrgicas con signos externos y la aplicación de tecnologías de la información y de la comunicación. Paralelamente, servidores de diversos grupos juveniles integraron la plataforma de comunicación que se encargan de difundir mensajes parroquiales en medios digitales como las redes sociales o correos electrónicos.

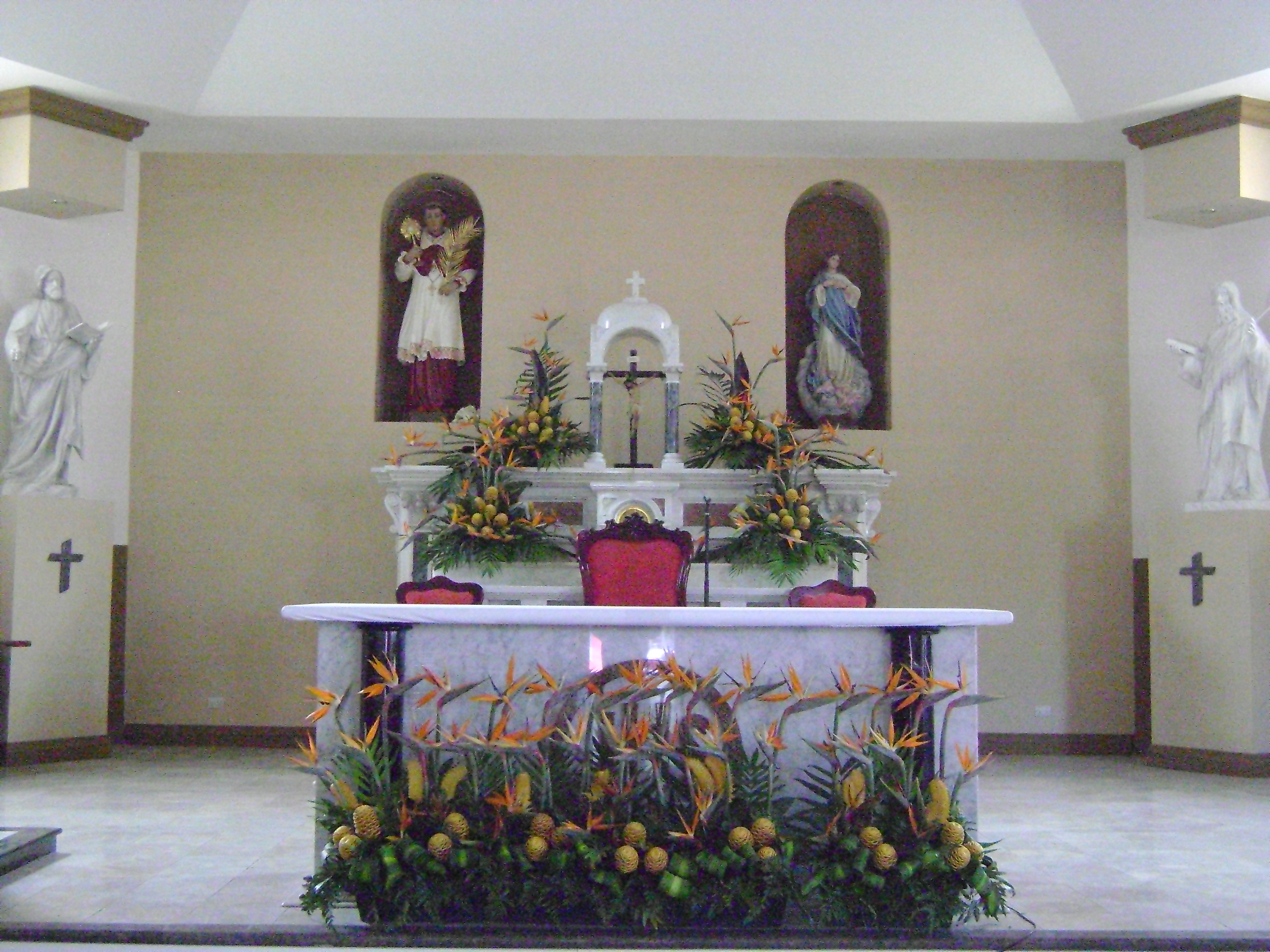
Altar mayor de la Iglesia de Sabanilla de Montes de Oca

De la misma manera, desde el ingreso del Padre a esta iglesia centenaria, el Consejo Económico Parroquial y el Consejo Pastoral lo apoyaron en el desarrollo del Proyecto de Restauración, Protección y Embellecimiento de la Parroquia San Ramón Nonato de Sabanilla; por consiguiente, se rediseñó el Plano Catastrado conducente a los cambios de la infraestructura parroquial, implementando diversas estrategias para recaudar fondos y remodelar el Presbiterio del templo con un acabado veneciano, la instauración de cuatro columnatas para los Apóstoles San Mateo, San Marcos, San Juan y San Lucas; se incorporaron nichos semicirculares para colocar las imágenes de la Santísima Virgen María y San Ramón Nonato; se instalaron vitrales con imágenes religiosas en las puertas y ventanas; se rediseñó un hermoso cielo raso; se acondicionó el equipo de sonido y la electricidad para una adecuada iluminación.
Al mismo tiempo, se remodeló el Salón Parroquial, la Casa Cural, la Oficina Parroquial, el Quiosco, el Parque Parroquial y la construcción de los Servicios Sanitarios, bendiciendo  las obras, el obispo de la Arquidiócesis de San José el 31 de agosto de 2012 día del Santo Patrón San Ramón Nonato. Asimismo, se colocaron rejas alrededor de toda la infraestructura parroquial. Además, paralelo con la armonía pertinente, se han adquirido objetos religiosos y ornamentos litúrgicos.
Así en el Año de la Fe promulgado el 11 de octubre de 2012 por el Papa Benedicto XVI como en la época del ayer, las raíces del catolicismo cimentadas en la Fe, se reflejan en los laicos motivados por las celebraciones litúrgicas de la Parroquia San Ramón Nonato, emblema de la comunidad de Sabanilla.
El 8 de diciembre de 2012 en la Catedral Metropolitana de San José fue ordenado Cristian Bérmudez como Sacerdote, quien fungió como Diácono en la Parroquia  San Ramón Nonato.
En el año 2013 fue nombrado el Padre Luis Fernando Blanco como Cura Párroco , quien ha implementado la devoción a Nuestra Señora de la Buena Esperanza o Virgen Embarazada acorde a la devoción de San Ramón Nonato. Por ende, el primer sábado de cada mes, se celebra el Rosario de los No Nacidos y la Santa Eucaristía por las mujeres embarazadas, por aquellas que no han logrado concebir un hijo en su vientre y para agradecer la intercesión a María Santísima y a San Ramón Nonato, por el nacimiento de un bebé. 
Durante las fiestas patronales, se celebra una Santa Misa para las mujeres embarazadas o las que tienen dificultad con sus embarazos. Aunado a esta devoción, el Padre en 2013 ideó un libro para testimonios, ya que en esta Eucaristía, varias mujeres manifestaban ante los feligreses su testimonio de agradecimiento. Al respecto el Padre Luis Fernando en el Eco Católico expresa "Los testimonios son la experiencia de la gente que luego de 15, 20 o 7 años, no han podido tener niños y cuentan que vienen a Misa, o por rezar la Novena a San Ramón, al año siguiente traen el bebé. Esto es la experiencia de la Fe, Dios responde" (2014, p.6). Cada año asisten familias de todo Costa Rica a la Misa concelebrada por varios Sacerdotes; así en 2018 el Padre Segura en la homilía expresó "Como creyentes debemos dar testimonio ante los demás y esto implica defender, cuidar, respetar al niño por nacer, a la vez que supone valorar y proteger la familia, como célula fundamental de la sociedad" (Eco Católico, 2018, p. 24).
Aunado a los testimonios, varios fieles entregan exvotos con la figura generalmente de un Bebé, como ofrenda de un milagro y se muestran en una vitrina especial a la comunidad parroquial.
Paralelamente, se creó el equipo ProVida cuyo objetivo es promover la defensa de la vida desde la concepción en el vientre materno, emblema de la identificación de la Parroquia a nivel de toda Costa Rica.
Asimismo, en su acción pastoral el Padre Luis Fernando ha promovido la formación de laicos a través de la Escuela de Formación Parroquial que agrupa a más de un centenar de personas, para vivir una verdadera experiencia de fe, como lo pide el Papa Francisco.  También se ha formado la Catequesis de Iniciación Cristiana enfocada en encuentros de adultos con Jesucristo; además, se ha conformado la  Catequesis Infantil para despertar entre los niños la formación humana y cristiana. Se ha renovado la Pastoral Familiar para ayudar a las familias a cumplir su misión. Conjuntamente, se crearon los grupos Jóvenes en Oración para adorar a Jesús Sacramentado e interceder por los más necesitados y el grupo Hombres de Dios. 
Igualmente, se ha creado la Pastoral Vocacional, surgiendo los Seminaristas Manuel Villalobos y Sergio  Vindas y varios feligreses de la Vida consagrada.
Además, el Padre Luis Fernando incorporó un nuevo equipo de sonido para brindar la acústica apropiada en el Templo; se colocó un atril de mármol en armonía con el altar mayor y se colocaron pilas de agua bendita con la imagen de San Ramón Nonato cerca de las puertas "reviviendo la tradición de que las personas se persignan a la entrada y a la salida de la iglesia" explicó en el Eco Católico (2013). En concordancia con el presbiterio, se restauró la imagen original de San Ramón Nonato, escultura valiosisima por su antigüedad e igualmente, se restauró una imagen antiquísima en madera del Sagrado Corazón de Jesús y a su vez se remodeló el nicho que se resguarda la imagen. Similarmente, se confeccionó un Sepulcro para el cuerpo yacente de Cristo Redentor. También se colocó una imagen de la Santa Teresa de Calcuta a la entrada del Templo Parroquial.
Simultáneamente, en 2014 se remodeló el Sagrario para resguardar las Sagradas Hostias, brindando un lugar de recogimiento ante Jesús Sacramentado. Se han restaurado todos los Cáliz o vasos sagrados y se han adquirido nuevos objetos litúrgicos para la Santa Misa y celebraciones litúrgicas.
Asimismo, durante 2015 junto al altar mayor o ábside se instaló una Crismera que resguarda los aceites bendecidos por el Obispo en la Misa Crismal para que el Sacerdote suministre los sacramentos del bautismo, los santos óleos para la unción de los enfermos y otros oficios litúrgicos.
Por otra parte, se remodeló y amplió el quiosco de la iglesia con el nombre de Monchito en honor a su patrón, ofreciendo un ambiente agradable y acogedor a los parroquianos y junto al quiosco parroquial, se construyó una gruta con la imagen del Santo Patrono San Ramón Nonato proyectándose a toda la comunidad de Sabanilla.
De la misma manera, se instaló la Tiendita Parroquial que brinda artículos religiosos a los feligreses, como imágenes de Jesucristo, la Virgen María, Santos, libros de novenas, la Biblia, rosarios, medallas, cuadros religiosos o escapularios.
En 2015 el Padre Luis Fernando conformó el grupo Misión Kerigmática Parroquial "De Corazón a Corazón" que promueve la evangelización en las comunidades, como la "Iglesia en salida" en concordancia con los principios del Papa Francisco.
Asimismo, en 2016 se amplió la Sacristía para resguardar los vasos sagrados y objetos litúrgicos para la Santa Misa u otros oficios litúrgicos.
También han surgido grupos culturales como CODICE cuyo significado es Comunicación y Diseño Católico Eucarístico, que difunden nuevos medios de comunicación como el sitio web de la Parroquia San Ramón Nonato y diferentes redes sociales, para un mayor proyección de evangelización a los jóvenes. Además divulgan el Boletín Parroquial con las lecturas de la Misa dominical para la comunidad de Sabanilla. Igualmente, se ha conformado el grupo de Teatro Aínos que a través del arte dramático proyectan nuevas formas de evangelizar para acercarse a Dios.
En 2017 durante el Adviento se realizó la novena de las Posadas previas a la época de Navidad en diferentes lugares de Sabanilla.
Además, en 2019 se celebró por sexto año consecutivo la Misión Kerigmática Parroquial con una comunidad participando en Encuentros con Jesús Eucaristía y comunión eclesial, respondiendo al llamado del Papa Francisco "Hoy que la Iglesia quiere vivir una profunda renovación misionera, hay una forma de predicación que nos compete a todos como tarea cotidiana. Se trata de llevar el Evangelio a las personas que cada uno trata, tanto a los más cercanos como a los desconocidos".
En este mismo año, el Padre Luis Fernando conformó el grupo Pastoral Educativa para tener vínculos espirituales entre la Parroquia y los centros educativos aledaños. En cuanto a la infraestructura, se cambió todo el techo de la Iglesia, ya que por las inclemencias del tiempo, estaba muy deteriorado.
En concordancia con la Encíclica Laudato Si del Papa Francisco vinculada al problema del ambiente en la naturaleza, la Parroquia mediante el Equipo del Buen Samaritano y Ecología, desde 2018 procedió a implementar mejoras en el campo ambiental, involucrando a la comunidad parroquial, en coordinación con la Municipalidad de Montes de Oca y el Trabajo Comunal Universitario de la Universidad de Costa Rica, logrando en 2019 obtener el galardón de la Bandera Azul Ecológica. Asimismo, por segundo año consecutivo en el año 2020 se le otorgó a la Parroquia la Bandera Azul Ecológica con dos estrellas blancas, al tratar de hacer de nuestro entorno "La Casa Común" del planeta Tierra promovida por el Papa Francisco.
Debido al crecimiento de los grupos y ministerios, el Padre Luis Fernando se ha abocado por ampliar el centro parroquial, para las capacitaciones, reuniones, encuentros y otras actividades de índole pastoral mediante el proyecto Centro Pastoral Nuestra Señora de la Esperanza.
En enero de 2020 el Padre Luis Fernando colocó la primera piedra del Centro Pastoral Nuestra Señora de la Esperanza  llevando gran alegría a la comunidad parroquial, porque brindará mejores servicios a los grupos de la Parroquia, ya que la construcción comprende "8 aulas para 40 personas cada una y un salón albergará a 300 invitados. Además, tendrá cocina equipada, baterías de baño, bodegas y espacio para parqueo o actividades al aire libre" (Eco Católico, 2020, p. 24). En el lugar donde se colocará la placa de inauguración, se depositó un cilindro con las imágenes de San Ramón Nonato y la Virgen  Nuestra Señora de la Esperanza a quien se le ha encomendado la edificación, así como los planos y otros símbolos inherentes al proyecto. La construcción impulsada por el Padre Luis Fernando, tiene el apoyo de Padrinos y Madrinas que colaboran  con recursos por diferentes medios. Paralelamente, la Parroquia organiza diversas actividades para recaudar fondos, que aun en medio de la pandemia del coronavirus que azota al mundo entero, la construcción del Centro Pastoral ha continuado, gracias al esfuerzo, ahínco e incansable labor tesonera del Padre Luis Fernando como Pastor de nuestra querida Parroquia San Ramón Nonato.
A raíz de la pandemia que azota al mundo entero  desde el 2020, todas las actividades llevadas a cabo por la Parroquia, desde la Santa Eucaristía como las que desarrollan los grupos parroquiales, se han adaptado a la modalidad virtual, en concordancia con la frase La Iglesia en Salida del Papa Francisco llevando hasta los hogares, la evangelización de la Iglesia Católica universal, como la Misión Parroquial de Corazón a Corazón en el 2021.
El 27 de enero de 2023 el Padre Oscar Céspedes Solís asume como nuevo Párroco de la Parroquia San Ramón Nonato transmitiendo en sus homilías un gran conocimiento teológico y pastoral. Asimismo, la comunidad de Sabanilla motivada por su dinamismo, participa con gran entusiasmo en las diferentes actividades que organiza.